# Prisma (álbum de Beret)
Prisma es el primer álbum de estudio del cantante español Beret, publicado el 25 de octubre de 2019, bajo el sello de Warner Music.

## Historia
Tras el lanzamiento de Ápices en 2016, Beret empezó a lanzar nuevas canciones para su siguiente álbum. En 2017 lanzó Vuelve, Ojalá, Esencial, Llegará y Sentir y en marzo de 2018 lanzó Lo siento, canción con la que alcanzaría la fama, ya que fue número 1 en iTunes y Spotify y en la lista de LOS40 batió numerosos récords, siendo número 1 en 3 ocasiones y manteniéndose durante más de 30 semanas en la lista. Pocos meses después fichó por Warner Music y en septiembre del mismo año lanzó una nueva versión de Vuelve junto al colombiano Sebastián Yatra, dando el salto a Latinoamérica, y en octubre lanzó Te echo de menos. Ya en 2019, empezó a lanzar más canciones, en abril lanzó Me llama, en mayo lanzó una nueva versión de Lo siento junto a la mexicana Sofía Reyes, en junio el remix de DJ Nano de Me llama y en septiembre lanzó Me vas a ver, canción con la que además anunció el lanzamiento de Prisma, su primer álbum de estudio oficial. En octubre, pocos días antes del lanzamiento del álbum, Beret lanzó Si por mí fuera, el último adelanto del disco. Finalmente, Prisma fue lanzado el 25 de octubre, incluyendo las canciones lanzadas en este período, algunas de ellas remasterizadas, y varias canciones inéditas. El sevillano lo promocionó durante su primera gran gira, Prisma Tour.

## Lista de canciones
| CD  |                                             |          |  |
| N.º | Título                                      | Duración |  |
| 1.  | «Prisma»                                    | 2:46     |  |
| 2.  | «Lo siento»                                 | 3:50     |  |
| 3.  | «Te echo de menos»                          | 3:14     |  |
| 4.  | «Si por mí fuera»                           | 3:28     |  |
| 5.  | «Desde cero» (con Melendi)                  | 3:22     |  |
| 6.  | «Me llama»                                  | 3:31     |  |
| 7.  | «Sueño» (con Pablo Alborán)                 | 3:05     |  |
| 8.  | «Me vas a ver»                              | 2:15     |  |
| 9.  | «Me mata»                                   | 2:57     |  |
| 10. | «Dime quién ama de verdad» (Versión Prisma) | 3:13     |  |
| 11. | «Cóseme» (con Vanesa Martín)                | 4:05     |  |
| 12. | «Vuelve»                                    | 2:33     |  |
| 13. | «Sentir» (Versión Prisma)                   | 3:06     |  |
| 14. | «Llegará»                                   | 3:35     |  |
| 15. | «Esencial» (Versión Prisma)                 | 3:23     |  |
| 16. | «Ojalá»                                     | 3:38     |  |

| CD (Edición Especial) |                                |          |  |
| N.º                   | Título                         | Duración |  |
| 17.                   | «Lo siento» (con Sofía Reyes)  | 3:52     |  |
| 18.                   | «Vuelve» (con Sebastián Yatra) | 3:45     |  |
| 19.                   | «Me llama» (DJ Nano Remix)     | 3:31     |  |

- Datos: Q85428338